# Ferdinand Hummel

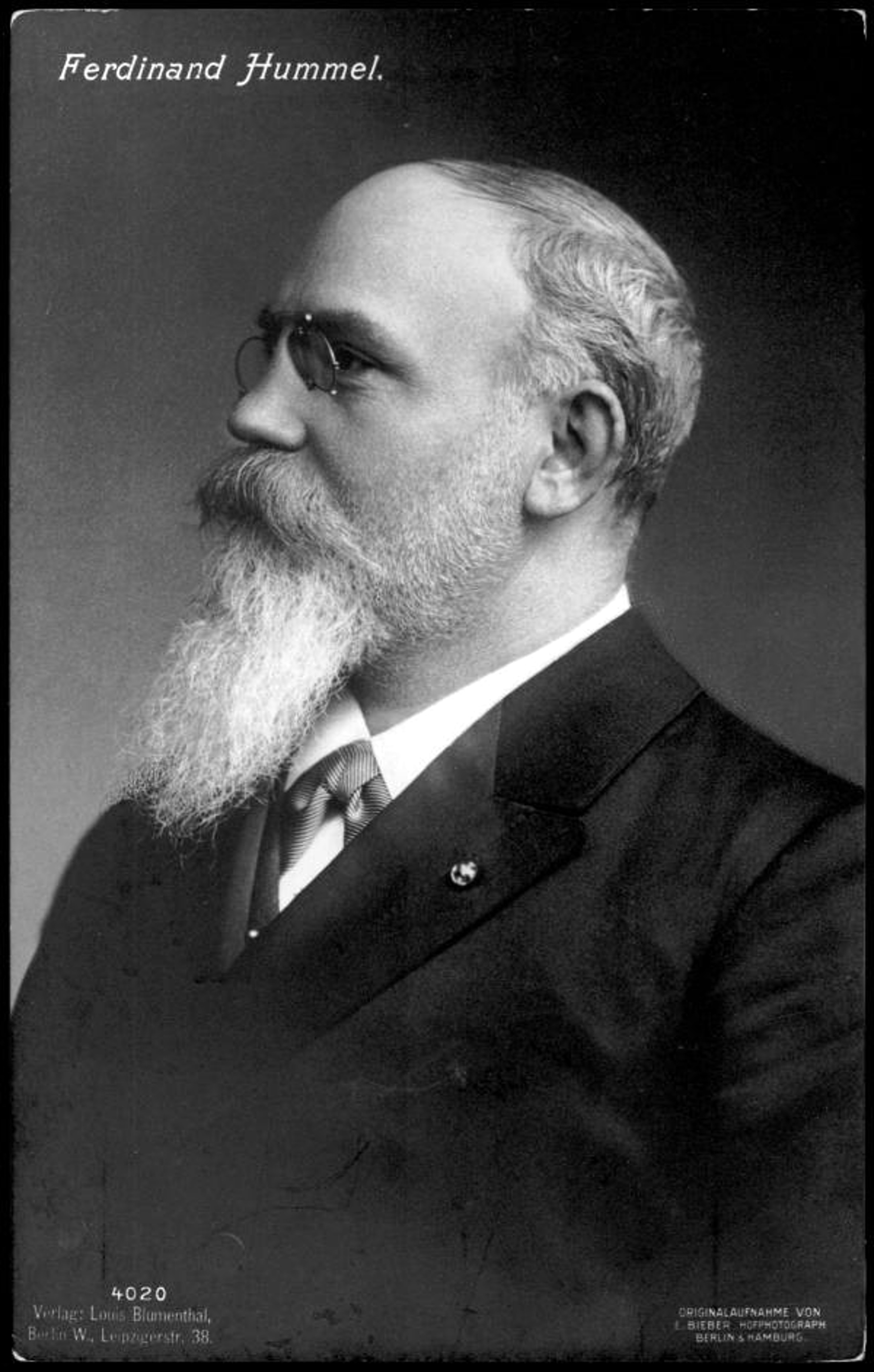
Ferdinand Hummel, vor 1919

Ferdinand Hummel (* 6. September 1855 in Berlin; † 24. April 1928 ebenda) war ein deutscher Komponist und Dirigent. Von 1897 bis 1919 war er Musikdirektor am Königlichen Schauspielhaus in Berlin.

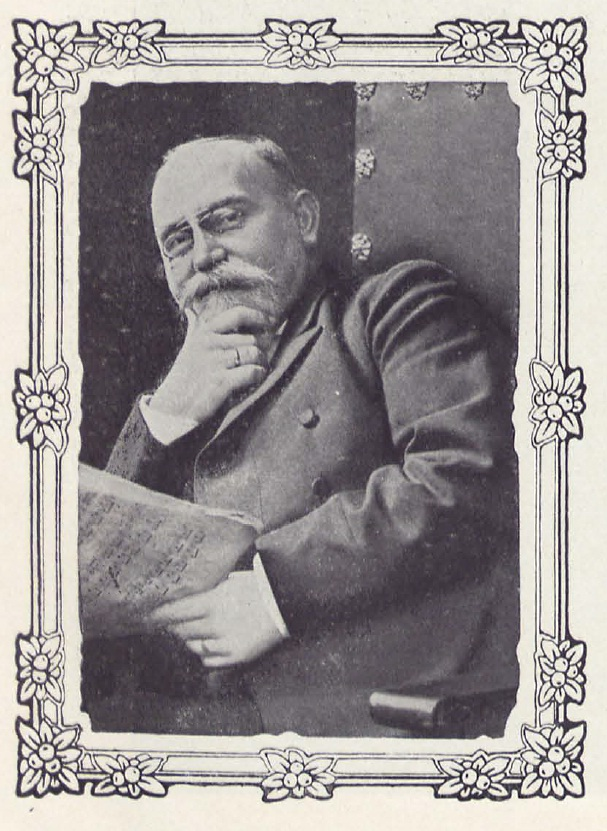
Ferdinand Hummel, 1905

## Leben
Ferdinand Hummel war der Sohn des Accessisten und Flötisten F. Hummel; die Familie wohnte am Leipziger Platz 3 im Berliner Zentrum. Der Vater spielte in der Königlichen Kapelle, wodurch der junge Ferdinand frühzeitig mit Musik in Berührung kam. Eine ausgeprägte Begabung führte dazu, dass er bereits mit vier Jahren Musikunterricht im Klavier- und Harfespiel erhielt. Zwischen seinem neunten und zwölften Lebensjahr begleitete er seinen Vater auf Konzertreisen durch viele Länder Europas und trat dabei als Solist mit der Harfe auf. Die frühen Erfolge führten dazu, dass Ferdinand Hummel nach seinem Schulabschluss dank eines königlichen Stipendiums zuerst an der Berliner Neuen Akademie für Tonkunst (1868–1871) (eine spezialisierte von Theodor Kullak gegründete Einrichtung) und anschließend an der Königlichen Hochschule für Musik und Komposition studierte. 1892 wurde er zum Dirigenten der Königlichen Schauspielhausmusiker berufen, 1897 wurde er dort Musikdirektor und blieb es bis 1919. Außerdem war er Professor und hatte seinen Wohnsitz von vormals Matthäikirchstraße 18 in den ruhigeren Berliner Vorort Schöneberg (W 30, Landshuter Straße) verlegt.

## Werke
Neben dem aktiven Musikspiel und seinem Dirigat komponierte Hummel eigene Werke, von Kammermusik über Instrumentalstücke und Chormusik bis zu Opern wie Mara, Sophie von Brabant, Die Beichte. Die Instrumentalmusik begleitete die Aufführung deutscher Märchen wie Frau Holle, Rumpelstilzchen oder Hänsel und Gretel.
Das Werkverzeichnis klassika.info nennt folgende weiteren Kompositionen: Cellosonaten 1 bis 3, Halleluja, 3 Fantasiestücke für Violoncell und Pianoforte, Fantasie-Improptu.
Im International Music Score Library Project werden diese Titel aufgelistet: Im Frühling, Lenzreigen, Heldentod, Nis Randers, Piano Quartett, Der Tanz.
Außer für das Musiktheater und den Konzertsaal schrieb Hummel auch Begleitmusiken für das Kino. Bereits in den 1910er Jahren entstanden Kompositionen zur Illustration von Filmen wie „Bismarck“ oder „Schwert und Herd“. 1918 schrieb er eine Originalkomposition für Franz Portens Filmfassung der Nessler-Oper „Der Trompeter von Säckingen“ sowie 1918 und 1919 für Joe May die Begleitmusik zu den beiden Großfilmprojekten „Veritas vincit“ und „Die Herrin der Welt“. Weitere acht Filme folgten in den Jahren 1919 und 1920.
März 1922 schließlich wurde nach seiner Komposition (op. 116) und dem Libretto von Gustave Helene Witte-Krefeld die Filmoper „Jenseits des Stroms“ gedreht, die nach dem Czerny-Springefeld-Verfahren mit lebenden Sängern und Musikern im Lichtspieltheater aufgeführt wurde; Produktionsgesellschaft war die von Ludwig Czerny im März 1920 gegründete „Noto-Film GmbH“ Berlin.

## Opernwerke
- Maria (1893)
- Angla (Berlin 1894)
- Ein treuer Schelm (1894)
- Assarpai (Gotha 1899)
- Sophie von Brabant (Darmstadt 1899)
- Die Beichte (Berlin 1899)
- Jenseits des Stroms (Filmoper, 1922)

## Filmografie (Auswahl)
- 1917: Ostpreußen und sein Hindenburg
- 1918: Der Trompeter von Säckingen
- 1919/20: Die Herrin der Welt (8 Teile)
- 1920: Der Hirt von Maria Schnee